# Henrik Bloiski
Henrik od Bloisa (eng. Henry of Blois; Henrik od Winchestera) (o. 1098. – 8. kolovoza 1171.) bio je opat Glastonburyja te biskup Winchestera (1129. – 1171.). Njegovi roditelji su bili grof Stjepan Henrik od Bloisa i njegova supruga, kraljevna Adela Normanska (kći kralja Vilima I. Osvajača i Matilde Flandrijske). Henrikov je stariji brat bio Stjepan, kralj Engleske.
Henrik je bio obrazovan u Clunyju te ga je u Englesku doveo njegov ujak, kralj Henrik I. Dana 4. listopada 1129., Henriku je dana biskupija Winchester te je on postao biskup 17. studenog iste godine. Njegov brat Stjepan je okrunjen za kralja 1135., ali odnosi dvojice braće nisu uvijek bili dobri. Godine 1141., Henrik je počeo podupirati caricu Matildu, koja je bila Stjepanova neprijateljica, ali ju je kasnije smatrao arogantnom i pohlepnom. I prije i nakon što je postao biskup, Henrik je bio savjetnik svoga brata, kojeg je nadživio te je dao sagraditi opatije, sela te manje crkve, jer je osjećao strast za graditeljstvom. Dao je izgraditi šest dvoraca 1138. te je također iznimno volio knjige, naredivši proizvodnju Winchesterske Biblije. Umro je 8. kolovoza 1171.
| prethodnik Vilim Giffard | Biskup Winchestera 1129. – 1171. | nasljednik Rikard od Ilchestera |